# 4507 Petercollins
4507 Petercollins este un asteroid din centura principală de asteroizi.

## Descriere
4507 Petercollins este un asteroid din centura principală de asteroizi. A fost descoperit pe 19 martie 1990 la Fujieda de Hitoshi Shiozawa și Minoru Kizawa. Asteroidul prezintă o orbită caracterizată de o semiaxă mare de 2,87 ua, o excentricitate de 0,01 și o înclinație de 2,7° în raport cu ecliptica.